# La Louptière-Thénard
La Louptière-Thénard je francouzská obec v departementu Aube v regionu Grand Est. V roce 2013 zde žilo 293 obyvatel.

## Poloha obce
Obec leží u trojmezí departementů Aube – Seine-et-Marne – Yonne, tedy i u trojmezí regionů Grand Est – Île-de-France – Burgundsko-Franche-Comté.
Sousední obce jsou: Fontaine-Fourches (Seine-et-Marne), Perceneige (Yonne), Traînel a Trancault.

## Vývoj počtu obyvatel
Počet obyvatel 